# Legio III Cyrenaica

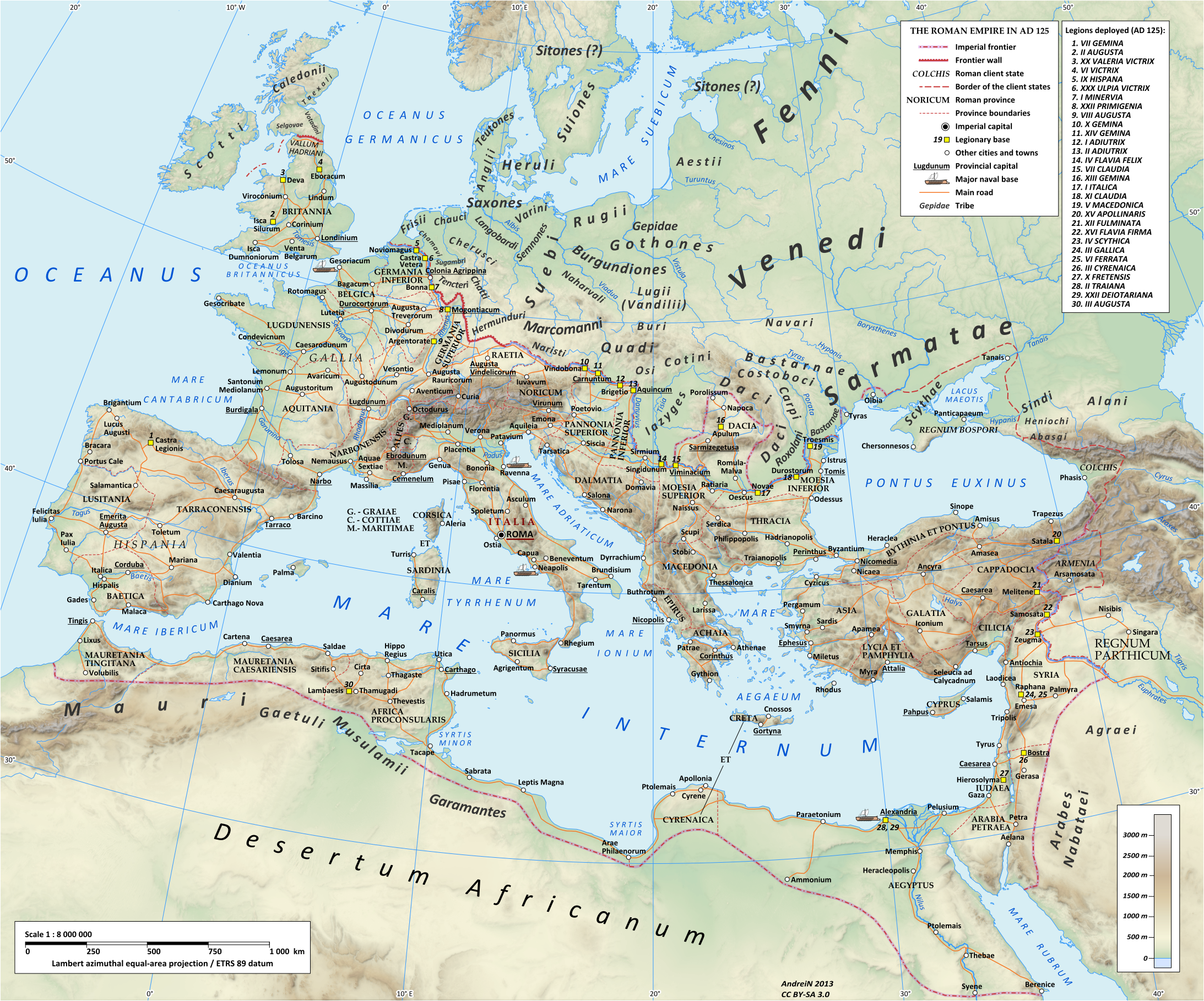
Bản đồ của đế quốc La Mã vào năm 125 SCN, dưới triều đại hoàng đế Hadrianus, cho thấy Legio III Cyrenaica, đóng quân tại Bostra (Busra, Syria), thuộc tỉnh Arabia Petraea, từ năm 125 cho tới tận thế kỉ thứ 5

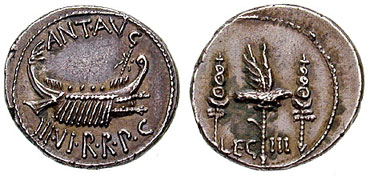
Đồng Denarius được Marcus Antonius đúc để trả lương cho những quân đoàn của ông. Trên mặt trái là aquilacủa quân đoàn thứ ba.

Legio tertia Cyrenaica (Quân đoàn Cyrene thứ ba) là một quân đoàn La Mã có thể đã được Marcus Antonius thành lập vào khoảng 36 trước Công nguyên, khi ông còn là thống đốc của Cyrenaica. Hiện vẫn còn những ghi chép về quân đoàn ở Syria vào đầu thế kỷ thứ 5. Biểu tượng của quân đoàn là không rõ.

## Lịch sử
Quân đoàn III Cyrenaica là một trong những quân đoàn La Mã tồn tại lâu nhất trong lịch sử La Mã. Nguồn gốc của tên gọi Cyrenaica không được biết rõ-có thể nó được trao cho quân đoàn để biểu thị nguồn gốc của nó ở Cyrene (giờ là Libya), hoặc để biểu thị một thắng lợi lớn hoặc hành động đáng chú ý ở tỉnh này.
Quân đoàn này chủ yếu được đóng tại Alexandria, Ai Cập, và cùng chia sẻ một 'pháo đài đôi với quân đoàn XXII Deiotariana, nó sẽ lưu lại đây trong khoảng một trăm năm trước khi di chuyển tới Bostra, Syria.
Năm 35 trước Công nguyên (?), quân đoàn III được hình thành, có thể do Marcus Antonius hoặc Lepidus ở Cyrene. Tại thời điểm này, quân đoàn vẫn còn có khả năng giữ truyền thống của Cộng hòa về việc đánh số theo thứ tự thành lập, vì vậy đây có thể là quân đoàn thứ ba mà [Antonius] đã thành lập và đặt dưới sự chỉ huy trực tiếp của ông và cũng trung thành.
Năm 31 trước Công nguyên - (trận Actium) - Hoặc là trước hoặc sau khi Antonius cùng Cleopatra bị Octavian đánh bại (sau này là Augustus). Có thể những người lính của III Cyrenaica đã đào ngũ khỏi Antonius và tuyên bố trung thành với Octavian - người đã không giải tán quân đoàn sau đó.
Năm 26-25 trước Công nguyên -Hoạt động ở Arabia Felix (Yemen), chỉ huy của Aelius Gallus, Thái thú của Ai Cập.
Năm 23 trước Công nguyên - tham gia vào cuộc chiến tranh chống lại cuộc xâm lược của người Nubia.
Năm 23 TCN(? AD) - sự hiện diện của quân đội La Mã ở Ai Cập giảm xuống chỉ còn 2 quân đoàn: III Cyrenaica và XXII Deiotariana. Những quân đoàn khác, hoặc đã từng có bao nhiêu thì lại không được biết rõ.
Từ năm 7-11SCN - Có giả thuyết rằng đây là khoảng thời gian mà pháo đài đôi tại Nikopolis được xây dựng
Năm 11- Các đơn vị trong quân đoàn III dưới sự chỉ huy của Publius Juventius Rufus, đã đóng quân tại Berenike.
Năm 39/40 - Một Vexillatio của quân đoàn III đã được phái đến vùng bờ biển phía bắc của xứ Gaul (Pháp) để trợ giúp các quân đoàn của Hoàng đế Gaius Caesar Augustus Germanicus (Caligula) thực hiện cuộc xâm lược Britain không mấy ấn tượng của ông ta.
Từ năm 58 tới năm 63SCN- Dưới sự chỉ huy của Gn. Domitius Corbulo, Các đơn vị của quân đoàn III đã có mặt ở biên giới Parthia (Iran, phần lớn Iraq, Thổ Nhĩ Kỳ, Armenia).
Từ năm 66 tới năm 70 -Cuộc chiến tranh của người Do Thái hoặc Cuộc khởi nghĩa vĩ đại đã nổ ra. Một cuộc nổi dậy của người Do Thái chống lại người La Mã đã bắt đầu ở Alexandria, và lây lan đến xứ Judea. Các đơn vị của III và XXII đã tham gia vào cuộc chiến tranh xảy ra ở Jerusalem, và với sự hỗ trợ của nhiều quân đoàn khác, quân trợ chiến và lực lượng đồng minh (khoảng 60.000 quân) họ đã bao vây và vây hãm thành phố, dưới sự lãnh đạo của tướng Titus Flavius Vespasianus (Vespasianus),tổng trấn của châu Phi.
Năm 69SCN - "Năm Tứ Hoàng đế". Các thế lực như Galba, Otho, và sau đó là Vitellius đều đã cố gắng để nắm quyền kiểm soát Roma sau cái chết của Nero. Ngày 01 tháng 7 - Với sự ủng hộ của Gaius Licinus Mucianus, Thống đốc Syria và Tiberius Alexander, Thái thú của Ai Cập, Vespasianus đã được tuyên bố là hoàng đế. Các quân đoàn ở Alexandria cũng hưởng ứng ông hai ngày sau đó và vào tháng Tám, các quân đoàn ở Syria và khu vực sông Danube cũng tuyên bố Vespasianus là Hoàng đế. Vespasianus tiếp đó phái Mucianus tiến về thành Roma cùng với 20.000 binh sĩ trong khi Vespasianus tiến đến Alexandria để kiểm soát việc cung cấp lương thực cho Roma.
Năm 70SCN - Một Vexillatio của quân đoàn III cùng với X Fretensis đã hoàn tất việc bao vây Giêrusalem dưới sự chỉ huy của con trai Vespasianus, Titus.
Từ năm 84 tới năm 88 - Người ta tin rằng một đơn vị của quân đoàn đã được gửi đến giúp sửa chữa một cây cầu dọc theo sông Danube, với các quân đoàn VII Claudia, IV Flavia, và hoặc là I hoặc II Adiutrix. Một bản khắc đá kỷ niệm cây cầu đã đề cập đến "quân đoàn đến từ Ai Cập". Quân đoàn III dường như đã được phái ra nước ngoài thường xuyên hơn quân đoàn XXII, vì vậy có thể lần này là đề cập đến quân đoàn III.
Năm 90SCN - Những người lính của quân đoàn III đã xây dựng một cây cầu ở Koptos.
Năm 116SCN- Các đơn vị của quân đoàn III (? Hoặc XXII) được phái quay trở lại xứ Judea để đàn áp một cuộc khởi nghĩa khác. (Từ năm 115 tới năm 117SCN, còn được gọi là cuộc chiến tranh Kitos)
Năm 120 hoặc 127 SCN-Quân đoàn III rời khỏi Ai Cập, và nó được chuyển đến Bosra (hay còn gọi là Bostra, Syria / Jordan), thủ phủ của nó đã được đổi tên từ Petra sang Nova Trajana Basra để tôn vinh hoàng đế Trajan. Trong khi ở Bosra, quân đoàn III đã xây dựng các cánh cổng của thành phố, các cây cầu và một đấu trường đài vòng lớn, mà vẫn còn tồn tại tới ngày hôm nay và là một điểm thu hút du lịch nổi tiếng. Trong khi đó quân đoàn II Trajana Fortis đã thay thế cho quân đoàn III ở Ai Cập.
Từ năm 132-136SCN - một cuộc chiến tranh Do Thái khác đã nổ ra, hay còn gọi là cuộc khởi nghĩa Bar Kokhba. Người ta cho rằng các đơn vị của III và XXII đã được phái đến Judea. Quân đoàn XXII đã bị xóa sổ trong cuộc chiến này, hoặc có lẽ là cuộc chiến tranh Kitos trước đó.
Năm 193 -quân đoàn III ủng hộ Lucius Pescennius Niger trong cuộc nội chiến tranh giành ngai vàng sau khi hoàng đế Commodus bị ám sát nhưng ông ta đã thất bại.
Từ năm 162 tới năm 166SCN - Các đơn vị của quân đoàn III một lần nữa tham gia chiến dịch Parthia, dưới sự chỉ huy của Lucius Verus.
Từ năm 262 tới năm 267 SCN - Có thể các đơn vị của quân đoàn III đã tham gia vào cuộc chiến tranh với Nữ hoàng Zenobia ở Palmyra (Syria).
Năm 420 hoặc 430 SCN- Quân đoàn III được liệt kê trong Notitia Dignitatum - một tác phẩm liệt kê lại các đơn vị quân đội La Mã và vị trí đóng quân của họ. Quân đoàn III được liệt kê là Praefectus legionis tertiae Cyrenaicae, Bostra.
Năm 630 (?) 'III Cyrenaica có khả năng đã bị xóa sổ trong khi cuộc xâm lược của quân Hồi giáo vào Bostra.